# Velencei dózse

A Bucintoro díszgálya visszatérése a mólóra áldozócsütörtökön ˙(Canaletto˙, 1730)

A velencei dózse (olaszul: doge IPA: do:ʤe) a 9. századtól egészen 1797-ig fennállt Velencei Köztársaság legmagasabb rangú, élethossziglan választott állami tisztségviselője. Ha külföldi delegációk érkeztek, velük szemben a független hercegi rangot viselte. 

## A dózsék aranykora
Az igen különleges státusú dózsei méltóságot 697-ben alapították az észak-adriai lagúna vezetőjét megjelölve benne. A kis szigetek lakóinak történelmében ekkor a horvátok támadásai miatt vált szükségessé az egységes irányítás. A dózsét akkoriban a tribunok választották, akiket a bizánci császár nevezett ki a lagúnát lakók egyes csoportjainak élére. Az első dózsék hatalma az egész lagúnára kiterjedt, és sokkalta szélesebb volt, mint bármelyik tribuné. A dózsénak joga volt összehívni, megnyitni és bezárni a népgyűlést, kinevezni a katonai és bírói tribunokat, valamint az állam különböző hivatalnokait. A dózse szerződést köthetett idegen hatalmakkal, ő képviselte a Köztársaságot külföldön, ő igazgatta és felügyelte az összes kormányügyet, és ami igen fontos volt, az ő kezében összpontosultak a lagúna pénzügyei. A korai időszakban az állami kincstár egyet jelentett a dózse magánvagyonával.
A bizánci befolyás azonban nem csak a tribunokon keresztül érvényesült, hiszen a császár egészen a 9. század közepéig megtartotta azt a jogát, hogy dózsét csak az ő beleegyezésével lehetett beiktatni. Igaz az idő múlásával és Velence gyarapodásával ez a függés egyre inkább csak formális síkon jelentkezett. 1000-től a dózsék egyben Dalmácia hercegei is. A történelem fura fordulata, hogy amikor Velencének sikerült teljesen kibújni Bizánc kötelékeiből, a dózsei cím megmaradt a bizánci hivatali hierarchiában. A dózse közvetlenül a császár utáni rangot birtokolta, miután a dózse megkapta a protoseratos méltóságát. Ez a Serenissimának is fontos volt, hiszen ez a rang hatalmas jövedelmet biztosított a dózsénak, és így az államnak is, valamint különleges kereskedelmi jogokat érvényesíthetett vele a velencei úr.

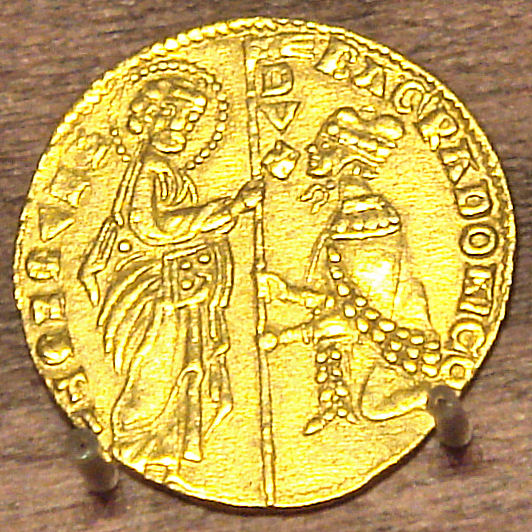
Bartolomeo Gradenigo (1260–1342) arany pénzén a Szent Márk előtt térdeplő dózse

A dózsék valójában sohasem tehettek szert teljhatalomra Velencében. Ennek legfőbb oka az volt, hogy megválasztóik által leválthatók maradtak, és a később létrejött köztársaság intézményeire árgus szemekkel vigyáztak a választók. Ezért Velence történelmében soha nem sikerült a dózséknak örökíteni hivatalukat. Már Domenico Flabanico dózse uralma alatt kikötötték, hogy a dózse fia nem tölthet be társuralkodói vagy trónörökösi tisztet, de 1229-ben abban is megállapodtak, hogy a dózsék fiai semmiféle hivatalt nem tölthetnek be.
A 13. századig, a Dandolók koráig a dózsék megőrizték kiemelkedő hatalmukat Velencében. Ekkor még ők vezették a stolust, azaz a város hadi flottáját, a külügyeket és az egyházi ügyeket is kézben tartották. Nagy jelentősége volt, hogy a dózse befolyásolhatta az egyházi méltóságokat is. Ő iktatta be a velencei vallási vezetőket, és világi ügyekben is ő ítélkezett felettük. A dózsék hatalma azonban hamarosan fakulni kezdett.

## A méltóság háttérbe szorulása
A dózsék hatalmának korlátozása valójában már Pietro Polani dózse uralkodása alatt megkezdődött, akinek hadi vállalkozásai miatt 1140-ben korlátozták hadúri jogait. 1141-ben aztán megalakult a Bölcsek Tanácsa, amely a későbbi korok folyamán az egyre erősebbé váló arisztokrácia legfőbb eszközévé vált arra, hogy a dózsék hatalmát visszaszorítsák. Az arisztokratikus állami alapok egészen 1229-ig alakították az államberendezkedést. Fokozatosan szorították vissza a köznép és a szuverén uralkodó szerepét a közügyekben. Végül 1229-ben a nép után a dózsét is politikai értelemben lefejezték.
A Bölcsek Tanácsának megalakulása után a dózse nem dönthetett a tanács megkérdezése nélkül háború és béke ügyében, nem köthetett államközi szerződéseket, és nem küldhetett illetve fogadhatott követeket a tanács tudta nélkül. 1160-tól kezdve lassan kivették a dózse kezéből a kolóniák irányításának jogát, és 1165-től kezdve az állami vagyont a dózse sem elidegeníteni, sem hűbérbe adni nem tudta a bölcsek jóváhagyása nélkül. 1175-ben szétválasztották a dózse és az állam kincstárát, amelynek élére új hivatalnokokat neveztek ki. Az egyre több és újabb hivatalok vezetőit természetesen a tanács nevezte ki, a dózsénak a század végére szinte csak a zárai grófok kinevezése maradt meg. 1172-ben megalakult a Nagytanács, amely ismét a dózse bizonyos jogköreit vette át. A dózsék hatalmának leépítésében fontos szerepet játszottak a dózse eskük, amelyeket a hivatalba iktatásukkor mondtak el. Az első eskü 1148-ban hangzott el, de ekkor még nem volt igazán nagy jelentősége. Az igazán súlyos, korlátozó eskük 1192-ben és 1229-ben születtek meg. Ezek az eskük olyannyira megkötötték a dózsék kezét, hogy a hajdan úgy áhított méltóság valóságos büntetéssé vált. A dózsék a köztársaság legkevesebb joggal rendelkező polgáraivá váltak, és a velencei politikai életben azt választották meg erre a tisztségre, akit finoman el akartak távolítani a politikai porondról.
1192-ben Enrico Dandolo, Konstantinápoly elfoglalója tette le esküjét, amely nagy vonalakban a következő megszorításokat tartalmazta. A dózse ezentúl nem hozhatott határozatokat a tanácsok jóváhagyása nélkül, a Nagytanács és a Kistanács megváltoztathatja a dózse jogkörét, amikor nekik tetszik. A Nagytanács engedélyéhez kötötték az állami vagyon feletti rendelkezést, a bírák kinevezését és az idegen hatalmakkal való tárgyalást. (Ezek közül egyébként Enrico Dandolo többet is megszegett.) Ezen felül a dózse nem szólhatott bele a pátriárka illetőleg a püspök kinevezésébe.
Dandolo dózse jogainak alapos megtépázása azonban egy sor szuverén uralkodói jogot meghagyott a dózse kezében. Ennek az 1229-ben, Jacopo Tiepolo dózse által letett eskü vetett véget. Az 1192-es esküt a következőkkel toldották meg. A dózse fiai semmilyen állami hivatalt nem viselhetnek, vagy ha mégis, ne kapjanak szavazati jogot. Nem fogadhat el ajándékokat senkitől, nem küldhet leveleket és követeket idegen államfőkhöz, elfogadja a tanácsok döntéseit kül- és belpolitikában egyaránt, a dózse semmilyen döntést nem hozhat, még csak tárgyalásokat sem hívhat össze.
Amennyiben ez még nem lett volna elég, a tanácsok úgy határoztak, hogy 1229-ben egy újabb bizottságot állítanak fel. Az öt tagú Correctores azt vizsgálta, hogy szükség van-e az eskü módosítására. A lelkes bizottság ezért aztán rengeteg korlátozást foganatosított, amelyek közül a legkiemelkedőbbek a következők voltak. A megválasztott dózse hivatalát nem utasíthatta vissza, de a tanácsok azonnal leválthatták. A dózse fiai nem köthettek házasságot a Nagytanács engedélye nélkül. A dózse udvartartásának költségeit kéthavonta ellenőrzik, és ha hiányt találnak, a dózse magánvagyonából vonják azt le. A Nagytanács kétharmadának megnyerése nélkül a dózse nem építtetheti át vagy díszítheti a Dózsepalotát állami költségen. Nem lehetnek birtokai a köztársaság határain kívül, ha mégis, azokat el kell adnia megválasztása után. A dózse tűrni köteles, hogy minden év októberében ünnepélyes keretek között felolvassák neki esküjét. Nem folytathat kereskedelmet, és egyáltalán nem köthet magánügyleteket. A dózse nem örökölhet ingatlant és nem helyezheti el magáncímerét a palotában. Kegyelmet senkinek nem ajánlhat, és mint mindenki más köteles adót fizetni. A palotából való távozásához külön engedélyt kell kérnie, majd ennek birtokában csak magánemberként és egész kormányának kíséretében hagyhatja el az épületet. Nem folytathat senkivel politikai tárgyú beszélgetést.
Az évezred eleji erős hatalomból így lett hát saját palotájának rabja a dózse.

## Ceremóniák és dózseválasztás

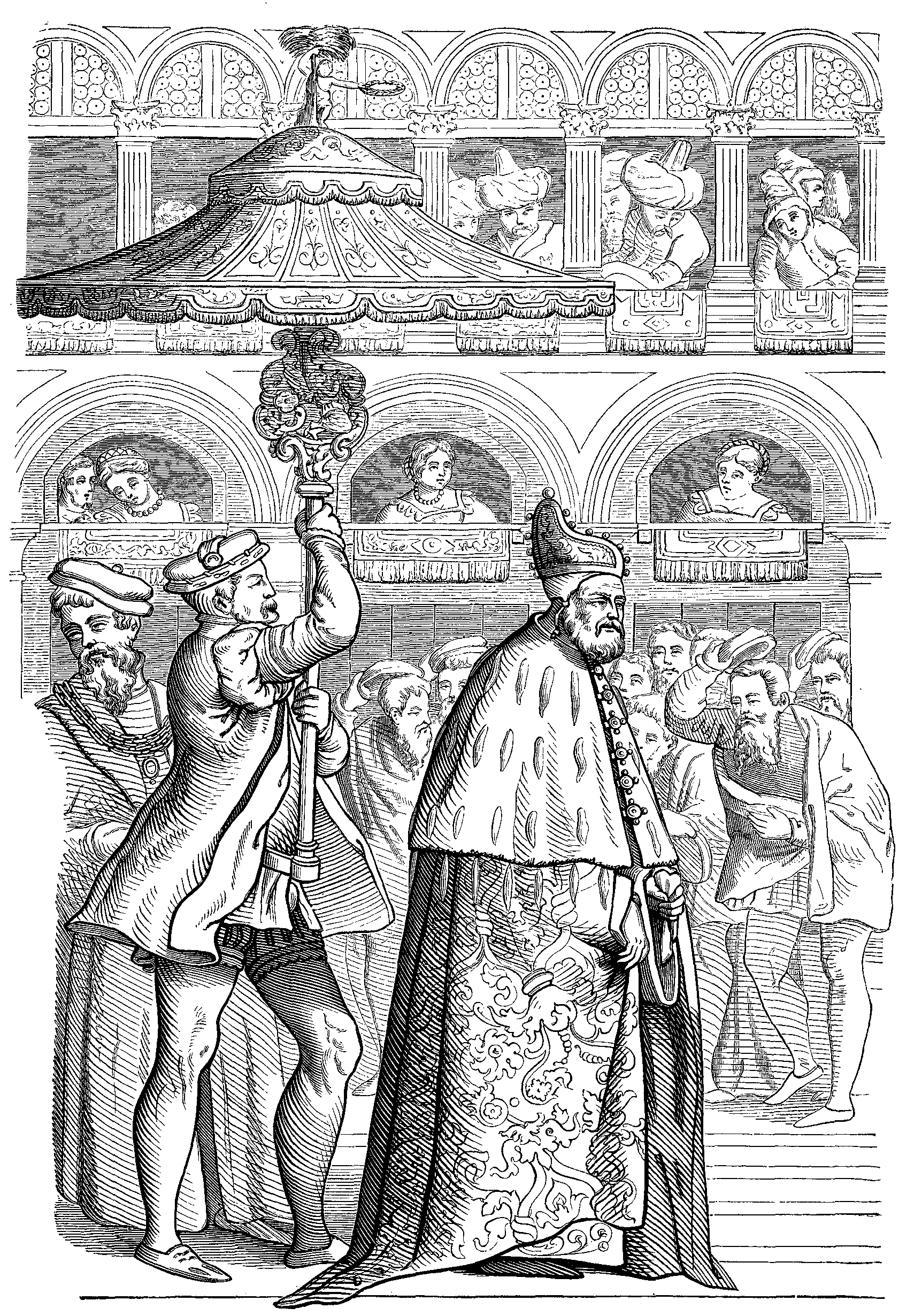
A dózse ünnepi körmenete

Megválasztására az idők folyamán megannyi tervet dolgoztak ki. Kezdetben a lagúnák szövetséges tribunjai választották meg a dózsét, majd Velence szabad polgárainak népgyűlése ültette trónra a dózsét. Ugyan a dózsék mindig a legtehetősebb és legbefolyásosabb velencei családok közül kerültek ki, a választásnak szigorú, többlépcsős rendszere alakult ki. Először is a törvény tiltotta, hogy egy dózse valamely családtagjával együtt uralkodjék, vagy kinevezze trónjának örökösét. 1172-ben a dózse megválasztását úgy határozták meg, hogy közvetlenül a választásra egy tizenegy, később negyven tagú bizottság volt hivatott, amelynek tagjait a Nagytanács tagjai közül kiválasztott négy ember jelölte ki. A Nagytanács négy tagját pedig egy 12 tagú testület választotta ki. Később a közvetlen választó bizottságot a döntetlen eredményt is produkáló páros negyvenes számról negyvenegyre növelték. 

A bonyolult választási metódus végleges formáját 1268-ban érte el. Az ekkor meghatározott választási rendszernek az volt a célja, hogy minél kisebb befolyást engedjen a nagy hatalmú családoknak. Ezért aztán a következő lépcsőkből tevődött össze a dózseválasztók sora:
- A Nagytanács saját tagjai közül harmincat választott ki.
- A harmincak közül sorshúzással kilencet választottak ki.
- A kilenc kiválasztott negyven választót jelölt ki.
- A negyven választó közül sorshúzással tizenkettő került be a következő körbe.
- A kiválasztott tizenkettő huszonöt embert jelölhetett a következő lépcsőre.
- A huszonötök csoportját sorshúzással kilencre apasztották.
- A kilencek negyvenöt alkalmas emberre voksolhattak.
- A negyvenöt velencei polgár sorsot húzott, ami után tizenegyen maradtak.
- A tizenegy többszörösen kiválasztott negyvenegy nevet jelölt.
- Végül a negyvenegy kiválasztott megválasztotta a dózse személyét.
- A megválasztott dózse beiktatása előtt, bemutatták személyét a köztársaság népének, és feltették a nagy kérdést: „Ő a ti dózsétok, ha kedvetekre való!” (Persze a nép mindig elfogadta a dózsét, de ha nem így tett volna, az sem változtatott volna a dolgokon.)

Ez a módszer élt egészen 1797-ig, a Velencei Köztársaság fennmaradásának végéig, és ez garantálta a köztársaság visszaélések nélküli működését. A dózsét 1229 után egy öttagú testület felügyelte, majd a Nagytanács kapta meg ezt a tisztet 1272-ben. 1310-ben már Tízek Tanácsának nevezték az uralkodót felügyelő köztársasági szervet.
A dózse halála után összeült az úgynevezett inquisori bizottsága, amely felülvizsgálta a dózse tetteinek jogosságát. Amennyiben úgy találták, hogy a dózse uralkodása alatt visszaélt hatalmával, vagy törvénytelen eszközökhöz nyúlt, akkor a büntetés arányában az elhunyt személyes birtokait terhelték meg. Ez is szerepelt a dózsék beiktatása után mondott esküjében.
A dózsék bonyolult megválasztása után hagyományosan a nép engedélye szükségeltetett. Az idők folyamán formálissá váló szertartás szerint a dózsét a nép elé vezették, és ezt a kérdést intézték feléjük: Questo xe missier lo Doxe, se ve piaxe., azaz Ez a mi dózsénk, ha tetszik nektek. A népi vétó tulajdonképpen sosem került alkalmazásra, főleg mert később a szöveg lerövidült, és nem hagyott választási lehetőséget a népnek. A későbbi forma szerint a „kérdés” így hangzott: Ezt választottuk!.
Miután a nép is áldását adta új uralkodójára, sor kerülhetett a beiktatási ceremóniára. A választás után a dózsét a Dózsepalotában, az Óriások lépcsőjének tetején koronázták meg. A koronázás után ünnepi szentmise következett a Szent Márk-bazilikában. Ezt követte a dózse eskütétele, amely után ünnepélyes körmenetre indult az államfő, és pénzt szórt a nép közé.